# Lakkad
Lakkad (nep. लखाड) – gaun wikas samiti w środkowej części Nepalu w strefie Dźanakpur w dystrykcie Dhanusa. Według nepalskiego spisu powszechnego z 2011 roku liczył on 748 gospodarstw domowych i 4091 mieszkańców (1998 kobiet i 2093 mężczyzn).